# Accord en 17 points sur la libération pacifique du Tibet
Pour les articles homonymes, voir Accord sino-tibétain.
« Accord sino-tibétain de 1951 » et « Traité sino-tibétain de 1951 » redirigent ici. Pour les autres significations, voir Accord ou traité sino-tibétain.
L'accord sur les mesures pour la libération pacifique du Tibet entre le gouvernement central populaire et le gouvernement local du Tibet, dit l'accord en 17 points,, l'accord sino-tibétain,,, ou le traité de Pékin,, est un traité conclu le 23 mai 1951 à Pékin entre des délégués du 14e dalaï-lama et de la république populaire de Chine : alors que le Tibet connaissait depuis 1912 une indépendance de fait, l'accord marquait pour Pékin son incorporation à la république populaire de Chine.
L'accord fut signé par le Tibétain Ngapo Ngawang Jigmé à Pékin avant d'être ratifié cinq mois plus tard par le gouvernement du Tibet. Celui-ci, après de longues discussions avec le général Zhang Jingwu sur les termes à employer, donna son accord à l'envoi, au nom du dalaï-lama, d'un télégramme à Pékin le 24 octobre 1951, manifestant son acceptation en ces termes, :

« Le gouvernement local [du Tibet], les moines et le peuple tibétains ont donné leur accord unanime. Sous la conduite du président Mao Tsé-Toung et du gouvernement central, ils aident activement les unités de l'Armée populaire de libération à marcher à l'intérieur du Tibet pour renforcer la défense nationale, expulser les forces impérialistes et sauvegarder l'unification du territoire souverain de la mère-patrie,. »

Selon Phuntsok Tashi Taklha, le dalaï-lama n'avait pas d'autre solution, trois mois après son retour à Lhassa, que d'envoyer ce télégramme comme le proposaient les Chinois.
En plus de reconnaître la souveraineté chinoise, les Tibétains étaient tenus d'aider l'APL à occuper pacifiquement le Tibet. Ils renonçaient à s'occuper des affaires étrangères, de la défense des frontières et du commerce du Tibet et acceptaient que l'armée tibétaine soit progressivement incorporée dans l'APL. Ils acceptaient également le retour du panchen-lama au Tibet et la création d'une nouvelle entité administrative, le Comité administratif militaire, distinct du gouvernement local tibétain et soumis au gouvernement populaire central. Le texte contenait également une déclaration mettant fin officiellement à la monnaie tibétaineGoldstein 2007, p. 104. Il reconnaissait le droit à l'autonomie régionale et le maintien du système politique et du statut du dalaï-lama, la liberté religieuse et le maintien des revenus du clergé bouddhiste,.
Le Premier ministre du dalaï-lama, Lukhangwa, déclara en 1952 à Zhang Jingwu que le peuple tibétain n'avait pas accepté cet accord, et que ses clauses avaient été violées par les Chinois eux-mêmes.
Huit ans plus tard, en mars 1959, le soulèvement tibétain de 1959 éclatait. Le dalaï-lama s'exila alors et le 18 avril, parvenu en Inde, dénonça l’accord en 17 points,, en le déclarant signé sous une contrainte exercée par le gouvernement chinois.
Il dénonça officiellement l'accord le 20 juin, le décrivant comme ayant été imposé au Tibet par l'invasion, la menace et la tromperie,. La Commission internationale des juristes déclara alors que par cette répudiation, le Tibet s'était juridiquement « libéré des obligations qui étaient les siennes en vertu de l'accord »,. En 1993, à Londres, une conférence de juristes sur le statut du Tibet selon le droit international déclara que l'accord de 1951 était invalide car signé sous la contrainte.

## Contexte historique de l'accord
Le 7 octobre 1950, le général chinois Zhang Guoha, à la tête de 40 000 soldats, franchit la Drichu. Les troupes tibétaines ne purent faire front. Ngapo Ngawang Jigmé, commandant-en-chef de l'armée et gouverneur de Chamdo, le chef-lieu du Tibet oriental (Kham), capitula le 19 octobre 1950. Désormais entre les mains de l'Armée populaire de libération, il envoie, le 9 novembre 1950, un télégramme au gouvernement tibétain à Lhassa, l'informant de la nécessité d'envoyer des émissaires à Pékin pour y engager des pourparlers. Selon Zhang Xiaoming, le 14 novembre, le dalaï-lama commence à exercer le pouvoir après la démission du régent Dazha. Selon Roland Barraux, c'est le 17 novembre que le dalaï-lama, âgé de 16 ans, accède par anticipation au pouvoir. 
Selon Thomas Laird, l’absence de soutien international – aucune grande puissance n’apporte d’aide militaire avant l’invasion, et l’ONU refuse l’appel du Tibet après l’invasion – laisse chez les dirigeants tibétains le sentiment d’avoir été trahis et les conduit à tenter de s’engager dans des négociations avec les Chinois,.
Après l'invasion chinoise du Tibet en 1950, le dalaï-lama souhaitait rester à Lhassa pour aider son peuple, mais, à la demande du Kashag et de l'Assemblée nationale tibétaine, il partit pour Yatung le 20 décembre 1950. Avant son départ, il nomma comme Premiers ministres (sileun ou sitsab) Lukhangwa, un laïc, et Lobsang Tashi, un moine, leur conférant les pleins pouvoirs du gouvernement du Tibet.
Dans son autobiographie Au loin la liberté, le dalaï-lama écrit qu'avec l'accord de Lukhangwa et Lobsang Tashi ainsi que celui du Kashag, il envoya fin 1950 des délégations à l’étranger, aux États-Unis, en Angleterre et au Népal dans l’espoir d’une intervention pour le Tibet, ainsi qu’en Chine pour négocier son retrait. Peu après, quand la présence chinoise se renforça à l’est, il fut décidé que le dalaï-lama et les principaux membres du gouvernement s’installeraient dans le sud du Tibet, à Yatung, de façon que le dalaï-lama puisse s’exiler en Inde facilement. Lukhangwa et Lobsang Tashi restèrent à Lhassa, mais les sceaux de l’État restèrent sous la garde du dalaï-lama. Peu après son arrivée à Yatung, il apprit que de ces délégations, la seule à être arrivée à destination, fut celle envoyée en Chine. Depuis Chamdo, Ngapo Ngawang Jigmé adressa un long rapport au gouvernement tibétain. Il y exposait la nature de la menace chinoise : à moins d'obtenir un accord, Lhassa serait attaquée par l'APL, ce qui entraînerait de nombreux morts, ce que le dalaï-lama voulait éviter à tout prix. Pour Ngapo, il fallait négocier, et il proposait d'aller à Pékin avec quelques adjoints entamer le dialogue avec les Chinois. Lukhangwa et Lobsang Tashi pensaient que de telles négociations auraient dû avoir lieu à Lhassa, mais que la situation désespérée ne laissait pas le choix. Le dalaï-lama, touché par la diligence de Ngapo pour accomplir cette mission difficile, l'envoya à Pékin avec 2 personnalités de Lhassa et 2 de Yatung, espérant qu'il ferait comprendre aux autorités chinoises que les Tibétains ne souhaitaient pas une « libération », mais uniquement la poursuite de bonnes relations avec la Chine,. 
Le 27 janvier 1951, le 14e dalaï-lama adresse au gouvernement populaire central une lettre déclarant son acceptation d'envoyer une délégation auprès de ce gouvernement « afin de chercher à régler le problème du Tibet ». En février 1951, il nomme Ngapo Ngawang Jigmé premier représentant plénipotentiaire du gouvernement local du Tibet, assisté de quatre autres représentants, pour aller négocier à Pékin,,. Le télégramme envoyé par le 14e dalaï-lama au président chinois Mao Tsé Toung en octobre 1951 fait état de « cinq délégués ayant pleine autorité avec à leur tête Kaloon Ngapoi ». D'autres sources précisent que les délégués n'avaient pas les pouvoirs plénipotentiaires, ou qu'ils n'étaient pas autorisés à signer,,,,. Bien qu'il ait initialement affirmé le contraire, Ngapo Ngawang Jigmé admettra finalement en 1989 qu'il n'avait pas les pleins pouvoirs pour signer, à ce qu'affirme Anne-Marie Blondeau.
Selon Glenn Freeman (en) et Thubten Samphel, en 1951, le 10e panchen-lama, invité à Pékin au moment de l'arrivée de la délégation tibétaine, fut contraint d'envoyer un télégramme au dalaï-lama soulignant l'importance de mettre en œuvre l'accord,.

## La délégation

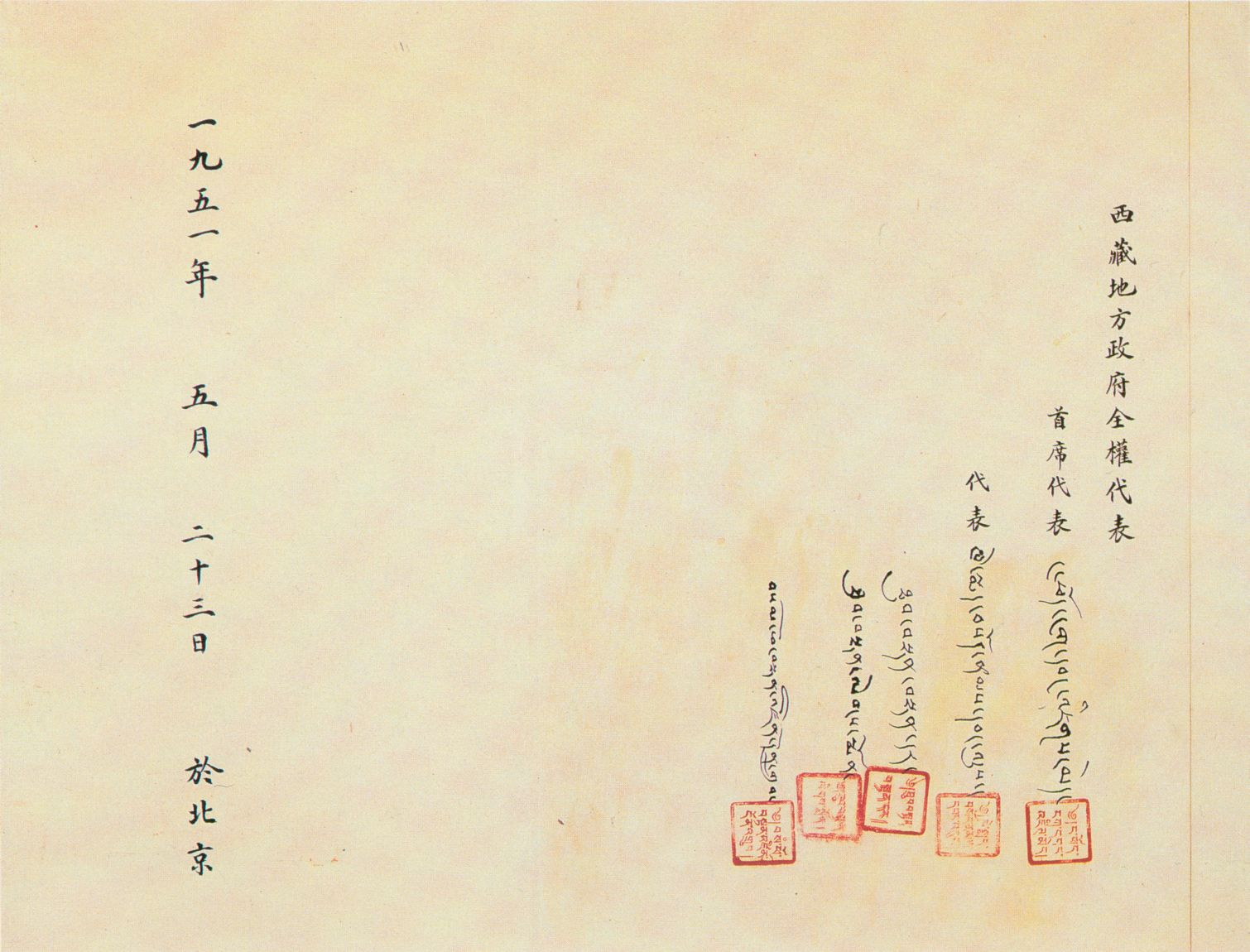
Les signatures et les sceaux des délégués plénipotentiaires du Gouvernement de la république populaire de Chine.

Le 22 avril, Ngapo Ngawang Jigmé et sa délégation arrivent à Pékin en train en provenance de Xi'an. Ils sont accueillis par le Premier ministre Zhou Enlai. Le 26 avril, c'est au tour de Kaimo Soinanm Lhunzhub et de Tubdain Daindar d'arriver.

### Composition
Délégués du Gouvernement de la république populaire de Chine :
- délégué en chef : Li Weihan (président de la Commission des affaires des nationalités)
- délégués : Chang Ching-wu (général chinois, secrétaire du parti communiste chinois au Tibet de 1952 à 1965), Zhang Guohua (général chinois, secrétaire du parti communiste chinois au Tibet de 1950 à 1952), Sun Chih-yuan (aussi écrit Sun Zhiyuan)

Délégués du Gouvernement du Tibet : 
- délégué en chef : Ngabo Ngawang Jigme
- délégués : Dzasa Khemey Sonam Wangdu, Khenchung Lhawutara Thubten Tenthar, Khenchung Thubten Legmon, Rimshi Sampho Tenzin Dhondup

### Interprètes
- Phuntsok Wangyal, fondateur du parti communiste tibétain en 1939, interprète officiel chinois[41],
- Puncoq Zhaxi (Phuntsok Tashi Takla), un Tibétain de l'Amdo, marié à Tsering Dolma, une sœur du dalaï-lama[47],[48], interprète pour la vie quotidienne et traducteur de documents[49].
- Rinchen Sadutshang (interprète d'anglais)[40].

### Moyens de communication
Selon les sources officielles exilées, le dalaï-lama n'avait pas donné les pouvoirs plénipotentiaires à ses représentants, qui devaient référer en cas de décision importante au Kashag à Yatung, aussi ont-ils demandé d'établir un lien sans fil entre Yatung et Pékin pour un contact quotidien, mais cela ne s'est pas produit.
Un des négociateurs, Sambo Rimshi, évoque le fait que les négociateurs apportèrent dans leurs bagages un livre de chiffrement afin de pouvoir établir une liaison sans fil avec Yatung et discuter, au fur et à mesure, des problèmes qui seraient soulevés.
Les délégués tibétains, censés en référer au gouvernement tibétain, ne l'ont jamais fait.

### Témoignages de participants aux négociations
Selon Sambo Rimshi, un des négociateurs tibétainsGoldstein 2007, p. 87, 96, note 32, la délégation tibétaine se rendit à Pékin munie de l'autorisation et des consignes du 14e dalaï-lama, dont la recommandation suivante : « Voici dix points. Je suis convaincu que vous ne ferez rien de mal, vous devez donc y aller et obtenir tout ce que vous pourrez »,Goldstein 2007, p. 87, 95-98. 
Toujours selon le témoignage de Sambo Rimshi, Ngabo Ngawang Jigmé répondit affirmativement à la partie adverse qui voulait savoir s'il avait les pleins pouvoirs pour signer. Il se fondait sur les instructions verbales du dalaï-lama d'aller à la négociation et d'y obtenir ce qu'il y avait de mieuxGoldstein 2007, p. 106.
Phuntsok Tashi Takla a fourni un rapport détaillé sur les négociations.

## Le déroulement des négociations
À la tête de la délégation se trouvait Ngapo Ngawang Jigmé, muni selon diverses sources, dont lui-même, des pleins pouvoirs pour négocier par le gouvernement tibétain,,. Dans Au loin la liberté, une autobiographie publiée en 1990, le dalaï-lama affirme cependant que Ngapo n'était pas habilité à signer au nom du dalaï-lama.
Laurent Deshayes indique que les « délégués de Lhassa n'ont aucun pouvoir de décision et doivent continuellement informer leur gouvernement de l'évolution des débats ». 
Pour Vijay Kranti, Ngapo s’est pratiquement nommé lui-même chef de la délégation tibétaine, et a signé le traité, bien qu’il n’ait pas eu l’autorité pour le faire.
Un des délégués, Lhawutara, affirma qu'ils signèrent sans demander l'approbation du gouvernement.

Le 24 mai 1951, lendemain de la signature de l’accord en 17 points, Ngabo Ngawang Jigme (à droite) remet une khata à Mao Zedong (à gauche).

### Les points d'achoppement
Selon Kim Yeshi, lors de leur arrivée à Pékin, les délégués tibétains constatèrent que leur vision du Tibet différait de celle des délégués chinois. Les Tibétains demandaient qu'il soit fait référence au « gouvernement tibétain » et au « gouvernement chinois ». Par contre les Chinois exigèrent l'emploi des termes « gouvernement local » et « gouvernement central ». Puis les Tibétains essayèrent de s'opposer à l'envoi de l'Armée populaire de libération au Tibet. Les Chinois refusèrent de négocier ce point, ils « exprimaient leur position sur un ton magistral. Il existait une marge de manœuvre mais, faute d'un accord, l'Armée populaire viendrait libérer le Tibet des impérialistes ». L'exigence chinoise d'établir au Tibet un bureau militaire et administratif créa de nouvelles tensions. Lukhangwa considérait que cette clause remettait en cause l'engagement chinois de maintenir l'organisation tibétaine existante. Compte tenu de la « menace d'une invasion armée du Tibet » et de l'impossibilité d'en référer confidentiellement avec le gouvernement tibétain à Yatung, les Tibétains acceptèrent de signer.

### Un accord obtenu sous la contrainte?
Selon Claude B. Levenson, les pourparlers, qui débutèrent le 29 avril 1951, tournèrent à l'épreuve de force. Philippe Cornu précise que la délégation tibétaine « se voit contrainte de signer de force ».
Thomas Laird affirme que les délégués tibétains auraient subi des pressions pour signer le traité de la part des délégués chinois, l’un d’eux déclarant : « Voulez-vous une libération pacifique ou une libération par la force ? », et refusant aux Tibétains la possibilité de discussion avec le gouvernement tibétain sur l’appartenance du Tibet à la république populaire de Chine, puisque, selon eux « les autres nations considéraient le Tibet comme une partie de la Chine »,.
Selon Michael Harris Goodman, lors de la 1re réunion, la délégation du gouvernement chinois présenta un projet de traité préparé avant l'arrivée des délégués tibétains, comportant 10 articles dont le contenu, jugé excessif par les Tibétains, entraîna une parodie de négociation. La délégation tibétaine contra en affirmant, document à l'appui, l'indépendance du Tibet. Après plusieurs jours d'un débat sans conclusion ni conciliation de part et d'autre, les Chinois imposèrent un ultimatum. Selon le délégué Dzasa Khemey Sonam Wangdu : « Ils augmentèrent le contenu de l'accord jusqu'à 17 points que nous étions obligés de reconnaître. Si Sa Sainteté et le peuple tibétain, moines et laïcs, n'acceptaient pas l'accord, les Chinois menaçaient de les traiter en conséquence ».
Selon Claude B. Levenson, sans pouvoir en référer avec les autorités de Lhassa, les 5 délégués signèrent sous la contrainte et à titre personnel. 
Pourtant, à ce que fait remarquer Melvyn C. Goldstein, comme le droit international définit la contrainte comme étant le recours à des menaces physiques effectives à l'encontre des délégués d'une des deux parties en présence de façon à obliger ces derniers à signer l'accord – la menace de l'invasion n'est pas, de ce fait, suffisante pour parler de « contrainte ».

### La question des sceaux et de la ratification
Selon le dalaï-lama, le sceau du gouvernement tibétain apposé sur le document était un faux. Pour le tibétologue Sam van Schaik toutes les parties étaient d'accord pour que l'on fabriquât les sceaux nécessaires à la signature de l'accord et que de ce fait l'affirmation selon laquelle ces sceaux étaient contrefaits induit en erreur. De plus, ne représentant que la signature des délégués, ces sceaux ne pouvaient pas remplacer la ratification du traité par le gouvernement tibétain, laquelle fut accordée peu de temps après.
Cependant, dans la préface de Ma terre et mon peuple, le dalaï-lama déclare que son gouvernement n'a jamais ratifié cet accord. 
Selon Tsering Shakya, Ngapo Ngawang Jigmé était en possession du sceau du gouverneur du Kham, qu’il aurait pu apposer sur le document en tant que membre du Kashag. Plus tard, Ngapo dit à Phala qu’il refusa d’utiliser le sceau original parce qu’il voulait montrer qu’il désapprouvait l’accord.
Selon l'essayiste Tsering Woeser, Ngapo avait apporté les cachets officiels de gouverneur de Chamdo, mais au moment de la signature de l’accord, il aurait prétendu ne pas avoir apporté les sceaux. En conséquence, le cachet tibétain officiel apposé sur l'accord dut être gravé par les Chinois. À son retour, il expliqua au dalaï-lama que grâce à cela, celui-ci n'était pas obligé de reconnaître l'accord, ce qui lui laissait une porte de sortie ; quand le dalaï-lama annonça cela, il précisa qu’à présent, cette histoire n'aurait pas d'effet sur Ngapo.
En -, le dalaï-lama a affirmé que Ngabo lui avait expliqué qu'ils se sentaient obligés de signer l'accord, car un refus aurait eu pour résultat une « libération armée » du Tibet, et qu'ils préférèrent utiliser un sceau falsifié fourni par le gouvernement chinois à celui officiel du gouverneur de Chamdo qu'ils détenaient.
Le tibétologue Melvyn C. Goldstein, qui interrogea des participants aux négociations,, donne une autre version des faits:

« Les Chinois ont bien fait des sceaux pour les Tibétains mais il ne s'agissait que de sceaux personnels, chaque délégué ayant son nom gravé sur le sien propre. En dehors de cela, on n'a pas contrefait de sceaux gouvernementaux. La confusion provient en partie du fait que Ngabo avait en sa possession le sceau du gouverneur du Tibet oriental mais préféra ne pas s'en servir. Comme ce sceau, toutefois, n'était pas le sceau officiel du gouvernement tibétain, le fait de ne pas s'en servir ne diminua en rien la validité de l'accord. »

### Le dalaï-lama et le gouvernement tibétain mis devant le fait accompli
Selon diverses sources, le 27 mai 1951, en écoutant Radio Pékin, le dalaï-lama et le gouvernement tibétain eurent pour la première fois connaissance de l'« accord », nouvelle qui provoqua choc et incrédulité,. Et ce malgré le fait que les « délégués de Lhassa (…) doivent continuellement informer leur gouvernement de l'évolution des débats », à ce que rapporte le spécialiste du Tibet Laurent Deshayes. 
Ce dernier indique que le dalaï-lama rencontra à Yatoung le général Zhang Jingwu, l'un des négociateurs chinois, avant son retour à Lhassa. Son intention était alors « de revenir sur les accords établis à Pékin ». Mais, peu après son arrivée à Lhassa, 20 000 soldats chinois entrèrent dans la ville. Les Chinois s'installent au Tibet, « le gouvernement tibétain ne peut que se soumettre et accepter l'accord de Pékin ».

### La réaction du gouvernement tibétain (document de l'Administration centrale tibétaine, 2001)
Après avoir écouté le compte rendu des délégués entre le 24 et le 26 septembre 1951, l'Assemblée nationale tibétaine (Tsongdu), tout en reconnaissant des circonstances atténuantes sous lesquelles les délégués ont dû signer l'« accord », demanda au gouvernement d'accepter l'« accord », sous certaines conditions. Sur la base de cette recommandation, le gouvernement (Kashag) dit au général Zhang Jingwu qu'il transmettrait son acceptation à 3 conditions : 
- « Les pouvoirs et les fonctions de la Commission militaro-administrative devraient être définis par rapport aux pouvoirs et aux fonctions du dalaï-lama » ;
- « Seul un nombre limité de troupes de l'APL devrait être en poste au Tibet ; la responsabilité de la défense des frontières importantes devraient être confiée à l'armée tibétaine ; »
- « Tous les secteurs tibétains devraient être unis sous le gouvernement tibétain ; Chamdo et les autres secteurs du Kham devraient être retournés au gouvernement tibétain »[23].

Zhang Jingwu ignora les 2 premiers points et dit que le 3e devrait être décidé plus tard par un référendum des Tibétains du Sichuan, de Gansu, du Yunnan, et du Qinghai. 
Bientôt, environ 20 000 troupes supplémentaires de l'APL arrivèrent au Tibet central et occupèrent les villes principales de Rudok et Gartok, puis Gyantsé et Shigatsé, permettant un contrôle militaire presque complet du Tibet. Le gouvernement tibétain en exil affirme que dans cette position de force, la Chine refusa de rouvrir les négociations, et que le dalaï-lama fut dans l'incapacité de refuser tout « accord » tibéto-chinois. La seule option qui lui restait était de travailler avec les Chinois et d'utiliser l'« accord » le plus possible dans l'intérêt du peuple. Toujours selon la partie tibétaine, le 24 octobre 1951, Zhang Jingwu envoya à Mao Zedong un télégramme au nom du dalaï-lama dans lequel celui-ci exprimait son soutien à l'« accord ». Quatre jours plus tard, le 29 octobre, un contingent important de l'APL arrivait à Lhassa sous le commandement de Zhang Guohua et de Tan Guansen.

### «Des délégués libres de ne pas signer, mais n'ayant pas la pleine autorité de finaliser un accord» (Melvyn Goldstein)
Pour Melvyn C. Goldstein, si les Chinois n'ont pas menacé physiquement les délégués pour les obliger à signer, en revanche les signataires n'avaient pas la pleine autorité à finaliser un accord:

« Dans son autobiographie, le dalaï-lama écrit que les délégués affirmèrent qu'ils avaient été « contraints et forcés » de signer l'accord, mais il est clair que cela n'est pas exact dans la mesure où il n'y a pas eu de contrainte individuelle. Les Chinois n'ont pas menacé physiquement les délégués pour les obliger à signer. Les délégués étaient libres de ne pas signer et de quitter Pékin. Leur impression de contrainte provient de la menace générale des Chinois d'utiliser la force militaire à nouveau dans le Tibet central si un accord n'était pas trouvé. Cependant, aux yeux de la loi internationale, cela n'invalide pas l'accord. Tant qu'aucune violence physique ne s'est exercée contre les signataires, un accord reste valide. Cependant, la validité de l'accord repose sur la pleine autorité des signataires à finaliser un accord, ce qui, comme on l'a vu clairement, n'était pas le cas. En ce sens, le dalaï-lama était fondé à le rejeter »

### «Le dalaï-lama aurait quitté le pays s'il n'avait été satisfait de l'accord» (Ngabo Ngawang Jigme)
Interrogé en 2000, Ngapo Ngawang Jigmé a reconnu qu'il y avait, à la signature de l'accord, des discordances entre certaines des clauses et ce que le dalaï-lama avait donné comme consignes. Il ajoute cependant que si ce dernier, qui se trouvait à Yatung à l'époque, n'avait pas été satisfait de l'accord, il aurait, selon lui, très certainement quitté le pays. Dans ses entretiens avec le journaliste Thomas Laird publiés en 2007, le dalai-lama déclare avoir été très choqué d'apprendre le 23 mai 1951, par la radio, que l'accord avait été signé sans discussion préalable. Les États-Unis le poussaient à refuser l'accord et à s'exiler en Inde. Le dalaï-lama et ses conseillers décidèrent que sans l’assurance d’un soutien ferme des États-Unis, le dalaï-lama devait collaborer avec les autorités chinoises. De plus, ils avaient des indications claires selon lesquelles les autorités indiennes n’étaient pas prêtes à les recevoir. Lorsqu’il s'exila huit ans plus tard en 1959, le dalaï-lama dénonça l'accord.

## Les clauses de l'accord
En plus de reconnaître la souveraineté chinoise pour la première fois dans l'histoire tibétaine (point 1), les Tibétains étaient tenus désormais d'aider les troupes et les cadres de l'APL à occuper pacifiquement le Tibet (point 2). Les Tibétains acceptaient également de renoncer à s'occuper des affaires étrangères, de la défense des frontières et du commerce du Tibet (point 14) et acceptaient que l'armée tibétaine soit progressivement incorporée dans l'APL, quoique sans qu'une échéance précise soit fixée (point 8). Ils acceptaient également le retour du panchen-lama au Tibet (points 5 et 6) et la création d'une nouvelle entité administrative, le Comité administratif militaire (point 15), distinct du gouvernement local tibétain et soumis au gouvernement populaire central. Le texte contenait également une déclaration mettant fin officiellement à la monnaie tibétaineGoldstein 2007, p. 104.
Le texte de l'accord reconnaissait le droit à l'autonomie régionale et le maintien du système politique et du statut du dalaï-lama (points 3 et 4), la liberté religieuse et le maintien des revenus du clergé bouddhiste (point 7),.
Selon l’historien A. Tom Grunfeld, l'insistance de la république populaire de Chine à instaurer ce pacte a démontré que pour Pékin le Tibet n'était pas une province de Chine mais une entité hors des frontières de la Chine nécessitant une forme d'incorporation officielle.

## Le télégramme d'acceptation du dalaï-lama à Mao Zedong (24 octobre)
Selon Hong Xiaoyong, ambassadeur de Chine à Singapour, en octobre 1951, le dalaï-lama envoie un télégramme à Mao Zedong lui exprimant son acceptation de l'accord et sa détermination à appliquer celui-ci :

« Président Mao du gouvernement populaire central : 
Cette année le gouvernement local du Tibet a envoyé à Pékin cinq délégués ayant pleine autorité avec à leur tête Kaloon Ngapoi fin avril 1951 pour entreprendre les négociations de paix avec les délégués accrédités par le gouvernement central du peuple. 
Sur la base de l'amitié, les délégués des deux parties ont conclu l'Accord sur les mesures pour la libération pacifique du Tibet le 23 mai 1951. 
Le gouvernement local du Tibet ainsi que les moines et les laïques tibétains soutiennent cet accord et aideront activement, sous la direction du président Mao et du gouvernement populaire central, l'Armée populaire de libération au Tibet à consolider la défense nationale, à chasser les influences impérialistes hors du Tibet et à sauvegarder l'unification du territoire et la souveraineté de la patrie. J'envoie ce télégramme pour vous en informer. »

Selon le gouvernement tibétain en exil, c'est le général Zhang Jingwu qui envoya à Mao Zedong ce télégramme le 24 octobre au nom du dalaï-lama.
Selon Melvyn C. Goldstein, le général Zhang Jingwu proposa les termes du télégramme au gouvernement tibétain, lequel exigeait des réponses écrites à trois questions. Les pourparlers durèrent près d'un mois. On ignore si Zhang répondit aux demandes du gouvernement tibétain.
Selon Phuntsok Tashi Taklha, le dalaï-lama n'avait pas d'autre solution, trois mois après son retour à Lhassa, que d'envoyer ce télégramme comme le proposaient les Chinois. Selon le journaliste Pierre-Antoine Donnet, le dalaï-lama affirme que ce télégramme fut un élément d'une politique visant à éviter le pire, afin de convaincre le gouvernement chinois de la volonté politique tibétaine d'une coexistence pacifique à la place d'une résistance armée, pour éviter une confrontation et un bain de sang.

## L'application de l'accord (1951-1959)
Selon Pierre-Antoine Donnet, la Chine utilisa l'accord pour justifier une intervention militaire de grande ampleur au Tibet. L'armée chinoise envahit le Tibet au même moment depuis les provinces frontalières du Tibet : du Gansu et du Qinghai au nord et au nord-est, du Sichuan et du Yunnan à l'est et au sud-est. Entre le 7 octobre 1950 et le 26 octobre 1951, date de la proclamation de la victoire chinoise, l'APL se déploya à travers l'ensemble du Tibet.
Selon une source officielle chinoise, à la suite de la signature de l'accord, le 26 octobre 1951 les troupes chinoises firent leur entrée à Lhassa où plus de 20 000 personnes se pressaient le long de leur passage. Il y eut une cérémonie de bienvenue en leur honneur, où Lhalu Tsewang Dorje fit un discours puis il y eut un banquet pour marquer la libération pacifique du Tibet et pour célébrer l'unité retrouvée des Han et des Tibétains. Y participèrent les chefs de la 18e armée et les principaux responsables du gouvernement tibétain. Le 19 novembre, le 14e dalaï-lama devait donner un banquet en l'honneur des officiers supérieurs de l'APL à Lhassa.
En application du point 16, qui prévoyait que le gouvernement local du Tibet aiderait l'APL à acheter et transporter nourriture, fourrages et autres nécessités quotidiennes), Ngabo Ngawang Jigmé joua un rôle prépondérant dans la résolution des difficultés d'approvisionnement de l'APL en 1951-1952 en créant un sous-comité du Kashag chargé de faire l’inventaire des réserves de grains et de vendre celles-ci à l’APL,.
Lodi Gyari, homme politique tibétain en exil et émissaire du 14e dalaï-lama aux pourparlers avec le gouvernement chinois, se base sur une citation de Ngabo Ngawang Jigmé extraite d'un discours datant de 1988 sur l'accord en dix-sept points pour déclarer que les Tibétains ont le droit légitime de demander un statut spécial.
Bruno Philip, journaliste au Monde, affirme pour sa part que Ngabo Ngawang Jigme aurait déclaré dans ce discours de 1988 (« fait en petit comité et dont on connaît aujourd'hui la teneur ») que « l'accord en 17 points n'avait jamais été vraiment appliqué », demandant « plus de pouvoirs d'autonomie » pour le Tibet. 
Ce discours a été publié dans Bulletin of the History of the Tibet Communist Party en 1988, et une traduction du chinois vers l'anglais a été publiée par Tibet Information Network en 1992. Voici une traduction de la citation produite par Lodi Gyari :

« C'est en raison de cette situation particulière du Tibet qu'en 1951 l'accord en dix-sept points sur la libération pacifique du Tibet, entre le gouvernement populaire central et le gouvernement tibétain local, vit le jour. Semblable accord n'avait jamais existé entre le gouvernement central et d'autres régions de minorité. Nous devons considérer cette situation particulière de l'histoire tibétaine en élaborant des politiques visant à lui procurer une stabilité durable. Nous devons donner au Tibet davantage d'autonomie qu'aux autres régions de minorité. De mon point de vue, à présent, la région autonome du Tibet a comparativement moins d'autonomie que les autres régions, sans parler des provinces. Il faut donc que le Tibet obtienne un traitement spécial et qu'il obtienne plus d'autonomie à l'instar des zones économiques spéciales. Nous devons recourir à des politiques particulières pour traiter les caractéristiques particulières qui se sont manifestées tout au long de l'histoire. »

## Les violations de l'accord (1951-1959)
Laurent Deshayes indique que le dalaï-lama, s'appuyant sur l'article 11 de l'accord, entame dès son retour à Lhassa une série de réformes, les objectifs sont « d'alléger les charges pesant sur les plus démunis et de supprimer la transmission héréditaire des dettes ». Mais ce projet est ajourné avec la collectivisation des terres imposée par la RPC. Le nouveau commissaire et administrateur des affaires civiles et militaires du Tibet, Zhang Jingwu, organise « l'ingérence chinoise dans les affaires politiques tibétaines ».
Lors de sa visite en Inde en 1956-1957, le dalaï-lama déclara à Nehru qu'il avait fait tout ce qu'il pouvait pour appliquer l'accord, mais qu'en dépit de ses efforts, les Chinois refusaient d'en respecter leur part, et qu'il ne voyait pas de signe de changement de leur côté. 
En juin 1959, la Commission internationale de juristes, une association fondée en 1952 et financée jusqu'en 1967 par la CIA à l'insu de ses membres dans le cadre de la guerre froide, met en avant ce qu'elle appelle des « éléments de preuve » révélant des violations de la part de la Chine des engagements en vertu de l'accord des 17 points :
- articles 3 et 4 : en relation avec l'autonomie du Tibet,
- article 7 : en relation avec la liberté de croyance et la protection des monastères ; il est mentionné la destruction des monastères comme un des éléments permettant de conclure à une volonté d'éliminer les croyances religieuses,
- article 13 : en relation avec la politique commerciale et le respect des biens du peuple tibétain
- articles 4 et 11 : en relation avec les réformes au Tibet[81].

Dans sa présentation du plan de paix en cinq points pour le Tibet, le 14e dalaï-lama critique aussi « l'autonomie sur papier qui nous avait été imposée il y a cinquante ans dans l'accord en 17 points ».
Lodi Gyari écrit que la violation de l'accord par les autorités chinoises qui instituèrent une série de politiques ayant abouti au remplacement de l'autorité politique tibétaine par une administration chinoise mena au soulèvement tibétain de 1959.
Dans ses souvenirs de la fondation de la région autonome du Tibet, Ngabo Ngawang Jigmé, rappelle qu'entre 1951 et 1959, le gouvernement central attendit en vain que la classe dirigeante tibétaine « engage des réformes de son propre chef », les plus réactionnaires en son sein freinant des quatre fers devant tout changement.
Toujours selon Ngabo Ngawang Jigme, en mars-avril 1952, « l'Assemblée du peuple », une organisation qui comptait parmi ses membres Lukangwa Cewang Raodain et Benzhucang Lobsang Zhaxi, deux hauts responsables tibétains, fit cerner par la troupe tibétaine et des hommes armés le Bureau du gouvernement central, le Comité de travail, le Bureau des affaires étrangères, les banques, et même la résidence de Ngabo Ngawang Jigmé, en dénonçant la signature de l'accord en 17 points et en demandant le départ de l'APL. Sous la pression chinoise, le dalaï-lama révoqua les deux chefs du mouvement et interdit l'Assemblée du peuple.

## La dénonciation de l'accord (1959)
Près de huit ans jour pour jour après la signature, le 26 mars 1959, sur la route qui allait le mener en exil en Inde, le dalaï-lama dénonça, au dzong de Lhuntsé, l’accord en 17 points, réaffirmant son gouvernement comme le seul légitime du Tibet,, son objectif était alors de négocier avec les autorités chinoises, cependant les nouvelles alarmantes qui lui parvinrent le conduire à s'exiler.
À son arrivée en exil en Inde, il fit une déclaration de presse, le 18 avril 1959, où il affirma que l'accord en 17 points avait été signé sous la pression du gouvernement chinois. Le 20 juin 1959, il fit une autre déclaration de presse, dans laquelle il reniait l'accord, le décrivant comme ayant été imposé au Tibet par l'invasion, la menace et la tromperie,. 
La Commission internationale des juristes déclara que par cette répudiation, le Tibet s'était juridiquement « libéré des obligations qui étaient les siennes en vertu de l'accord »,. En juin 1959, un rapport de la Commission mentionne l'emprisonnement et le massacre de religieux tibétains ainsi que la destruction des monastères comme un des éléments permettant de conclure à une volonté d'éliminer les croyances religieuses, en violation de l'accord en 17 points.

## Invalidité de l'accord selon Michael van Walt van Praag et Claude Arpi
Dans son ouvrage The status of Tibet, le professeur de droit international et conseiller du dalaï-lama Michael van Walt van Praag écrit que l'accord n'est pas valable légalement, car le traité général de renonciation à la guerre spécifie qu'aucun différend ne peut être résolu « autrement que par des moyens pacifiques », or les autorités chinoises ont eu recours à la guerre en l'occurrence. De même, selon Claude Arpi, le droit international précise qu'un accord n'est valable que si les deux parties contractantes l'ont signé librement et par consentement mutuel, ce qui, d'après lui, n'est pas le cas ici.
Pour Tsewang Choegyal Tethong, ministre tibétain des Affaires étrangères de l'administration centrale tibétaine, l'invasion chinoise était une agression en violation du droit international. Le traité que le Tibet fut contraint de signer avec la Chine après que ses armées ont vaincu la petite armée tibétaine est, selon lui, invalide ab initio car obtenu par la force et sous la menace d'une plus grande force. Aussi, l'agression et le traité répudié par le chef de l’État tibétain quand il put le faire librement lors de la fuite en 1959, laissèrent le statut indépendant du Tibet légalement inchangé. Pour le ministre tibétain des Affaires étrangères en exil, le Tibet est devenu et est encore de nos jours un État sous occupation illégale.

## Réactions à l'accord à l'étranger
Le 6 juin 1951, le porte-parole du gouvernement britannique, Kenneth Younger affirma qu'il y avait de sérieux doutes quant à la valeur des garanties sur l'autonomie du Tibet stipulées par l'accord.
Les États-Unis envoyèrent des communications secrètes à Yatung, demandant au dalaï-lama de dénoncer l'accord et de s'exiler aux États-Unis ou à Ceylan. Le dalaï-lama étudia cette possibilité, et il décida de rentrer à Lhassa, espérant renégocier l'accord.

## Point de vue sur l'accord
L'accord est décrit comme un traité inégal par Claude Arpi, Warren W. Smith Jr, Radhey Shyam Chaurasia, Michael van Walt van Praag et l'Information Office, Central Tibetan Secretariat.
En juillet 2020, le dirigeant du gouvernement tibétain en exil Lobsang Sangay compare les situations politiques de Hong Kong avec le Tibet. Il estime que le dispositif Un pays, deux systèmes avait été promis aux Tibétains. Mais « après la signature par des responsables tibétains, sous la contrainte, chacune des dispositions de l'Accord en 17 points a été violée ».

#### Textes et traductions
- (fr) L'Accord en 17 points sur www.dromeardeche-tibet.org.
- Bureau du Tibet (Paris), « L'Accord en 17 points », sur tibet-info.net, 5 août 2001 (traduction en français avec notamment la liste des signataires).
- (fr) Traduction en français, voir l'annexe I de l'article « Le problème du Tibet » sur wcm.fmprc.gov.cn.
- (en) Traduction en anglais du texte intégral sur www.tibetjustice.org.
- (en) Traduction en anglais du texte intégral sur www.china.org.cn.
- Texte original en chinois sur news.xinhuanet.com.

#### Analyses
- (en) The Tibetan View of the Seventeen Point Agreement - Central Tibetan Administration.
- (en) The Chinese View of the Seventeen Point Agreement - China Tibet Information Center.